# Plimbare în Lună
Plimbare în Lună este un film românesc din 1988 regizat de Liana Petruțiu.